# 黄荣昌
黄荣昌（1926年—），重庆涪陵人，中华人民共和国政治人物。
重庆钢铁公司副总工程师兼耐火厂、转炉厂副厂长。曾任第一至第六届全国人大代表，第五、六届全国人大常委会委员。两次获全国劳动模范称号。